# Ramus occipitalis nervi auricularis posterioris

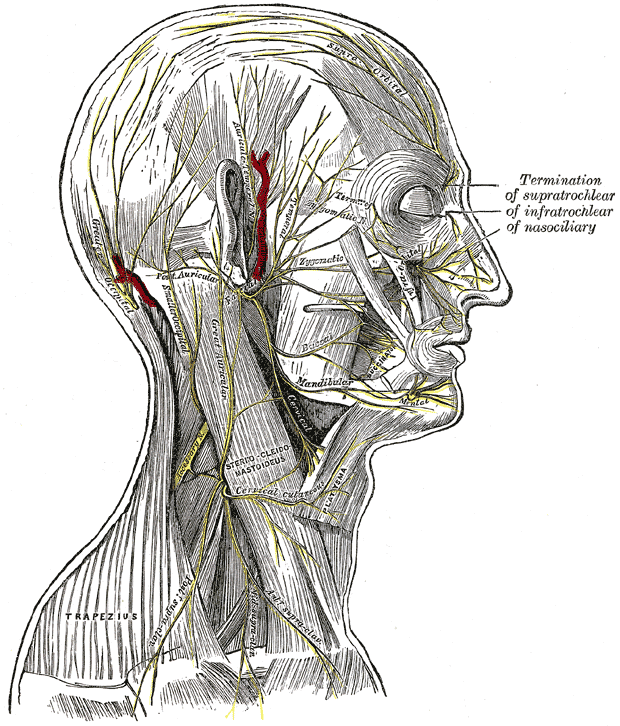
A fej idegi (a fül mögött lehet látni az ideget, mely vízszintesen fut)

A ramus occipitalis nervi auricularis posterioris egy ideg mely a nervus auricularis posterior egyik ága és nagyobb mint a ramus auricularis nervi auricularis posterioris amely a másik ág. A fül mögött található és hátrafelé fut a fejbiccentő izmon (musculus sternocleidomastoideus) keresztül a nyakszirtcsontra (os occipitale).